# Hayda Nourdine Sidi
Hayda Nourdine Sidi, née en janvier 1977 à Mutsamudu, est une femme politique comorienne. Elle siège depuis 2020 à l'Assemblée de l'union des Comores.

## Carrière
Hayda Nourdine Sidi, née en 1977 à Mutsamudu à Anjouan, poursuit des études secondaires à l’école privée Neimane de Mutsamudu, puis des études supérieures à l’Institut des sciences et de commerce d'Antananarivo à Madagascar. Elle est alors gérante d'une société fournisseuse de services audiovisuels via satellite.
Elle travaille ensuite au sein du Service d’écoute et de prise en charge des femmes et enfants victimes de maltraitances, puis devient la directrice régionale du genre à Anjouan de 2008 à 2011 et la directrice nationale de la Promotion du genre au sein du ministère de la Santé, de la Solidarité et de la Promotion du genre de 2011 à 2013. De 2013 à 2016, elle est secrétaire générale de la coordination de l'Union à Anjouan. Elle est nommée secrétaire générale adjointe du Ministère de la Santé en 2019.
Hayda Nourdine Sidi, membre de la Convention pour le renouveau des Comores, est élue dès le premier tour des élections législatives comoriennes de 2020 dans la circonscription de Mutsamudu I à Anjouan ; elle est ensuite élue vice-présidente de l'Assemblée de l'union des Comores le 5 avril 2020.